# Грин Беј пакерси
Грин Беј пакерси (енгл. Green Bay Packers) су професионални тим америчког фудбала са седиштем у Грин Беју у Висконсину. Утакмице као домаћин играју на стадиону Ламбо филд. Наступају у НФЦ-у у дивизији Север. Клуб је основан 1919. и до сада није мењао назив.
„Пакерси“ су 13 пута били шампиони НФЛ-а, последњи пут 2010. Клуб нема своју маскоту.